# حكومة رشيد كرامي الرابعة
الحكومة اللبنانية الثالثة والثلاثون بعد الاستقلال، والسادسة بعهد الرئيس فؤاد شهاب، وهي رابع حكومة يترأسها رشيد كرامي. شكلت الحكومة بموجب المرسوم رقم 7991 بتاريخ 31 تشرين الأول / أكتوبر 1961، ونالت الثقة بإجمالي 63 صوتاً ضد 18 صوتاً وامتناع 1، واستقالت الحكومة بتاريخ 20 شباط / فبراير 1964.

## أعضاء الحكومة
- رشيد كرامي رئيساً لمجلس الوزراء ووزيراً للمالية.
- فيليب نجيب بولس نائباً لرئيس مجلس الوزراء ووزيراً للإرشاد والأنباء ووزيراً للسياحة.
- رفيق نجا وزيراً للاقتصاد الوطني.
- رينيه معوض وزيراً للبرق والبريد والهاتف.
- كامل الأسعد وزيراً للتربية الوطنية والفنون الجميلة.
- عثمان الدنا وزيراً للتصميم العام.
- فيليب تقلا وزيراً للخارجية والمغتربين.
- مجيد أرسلان وزيراً للدفاع الوطني.
- جوزيف سكاف وزيراً للزراعة.
- علي حسن بزي وزيراً للصحة العامة.
- فؤاد بطرس وزيراً للعدلية.
- إدوار حنين وزيراً للعمل والشئون الاجتماعية.
- بيار الجميل وزير دولة لشئون الأشغال العامة والنقل.
- كمال جنبلاط وزير دولة للشئون الداخلية.

### تعديلات حكومية
في 3 تشرين الثاني / نوفمبر 1961 عين جان عزيز وزيراً للعمل والشئون الاجتماعية خلفاً لإدوار حنين الذي استقال من منصبه.

## وصلات خارجية
- موقع رئاسة مجلس الوزراء الرسمي